# Горчаково (Орловская область)
Горчаково — село в Троснянском районе Орловской области России. Входит в состав Воронецкого сельского поселения. Население 72 человек (2010).

## Физико-географическая характеристика
Часовой пояс
Село Горчаково находится в часовой зоне МСК (московское время). Смещение применяемого времени относительно UTC составляет +3:00.

## Население
| 2002 | 2010 |
| ---- | ---- |
| 114  | ↘72  |

Национальный состав
Согласно результатам переписи 2002 года, в национальной структуре населения русские составляли 96 % из 114 чел.